# Lasko, le protecteur
Lasko, le protecteur (Lasko – Die Faust Gottes) est une série télévisée allemande en 15 épisodes de 45 minutes créée par Hermann Joha et diffusée entre le 18 juin 2009 et le 16 décembre 2010 sur RTL et ORT1.
En France, la série a été diffusée depuis le 1er juillet 2011 sur France 4.

## Synopsis
Lasko est un moine qui appartient à l'Ordre du Pugnus Dei (« poing de Dieu »), un ordre de chevalier  religieux, fondé vers l'an 900, qui favorise la paix et s'oppose à la société secrète Arès. Chaque épisode se base sur des « missions » accomplies par Lasko, en vue de sauver des personnes et de combattre les actions d'Arès. Lasko a été formé aux arts martiaux, tout le synopsis se déroule autour de combats. Lasko est toujours accompagné de Frère Gladius, qui joue un personnage débonnaire, qui pense toujours à manger. 
Le personnage de Lasko et son histoire, proviennent d'un film, Lasko – Im Auftrag des Vatikans. Dans ce film, Lasko faisait partie des troupes de paix de la Kosovo Force (KFOR); après des expériences traumatisantes, il s'est retiré dans un monastère.

## Production
La série est produite par RTL et l'ORF. 
Le producteur est Axel Sand.

## Distribution
- Mathis Landwehr (VFB : Alexandre Crépet) : Frère Lasko, un moine rôle principal.
- Stephan Bieker (VFB : XX) : Frère Gladius, moine, accompagne Lasko dans ses missions.
- Simone Hanselmann (VFB : XX) : Sophia von Erlen, policière, son père faisait partie de l'Ordre Pugnus Dei, il a quitté l'ordre lorsqu'il a eu sa fille. Il a disparu et Sophia le recherche.
- Julia-Maria Köhler: Clarissa de Angelo, policière au Vatican.

## Épisodes

### Saison 1

#### Épisode 1:Vol 691
Durée : 50 minutes ;
Scénario : Marek Helsner, Andreas Hug
La société secrète Arès a passé un contrat pour une vente d'armes en Afrique. Alors que son commanditaire s'est fait repérer, elle détourne l'avion. Lasko parvient à s'y infiltrer.

#### Épisode 2:Le rapport secret
Durée : 45 minutes ;
Sophia réussit à s'introduire dans le monastère et montre la bague de son père aux frères qui semblent la reconnaître. Monseigneur Renaud est en danger, Lasko et Gladius doivent aller le chercher et s'assurer qu'il est en sécurité avant que les combattants d'Arès ne le tuent.

#### Épisode 3:Dans la gueule du loup
Durée : 40 minutes;
Une jeune femme est poursuivie par un groupe d'hommes armés. Dans sa fuite, elle confie son fils à Lasko. Celui-ci décide de partir à sa recherche dès le lendemain, accompagné de frère Gladius et bientôt rejoint par Sophia, qui semble bien connaître l'affaire...

#### Épisode 4:La malédiction
Lasko est contacté par son ami Simon, prêtre à Palbac, afin de lui demander de l'aide. Une de ses paroissiennes semble être possédée, les signes d'une ancienne malédiction se présentent. Le prêtre s'apprête à effectuer un exorcisme mais Lasko et Gladius mènent l'enquête.

#### Épisode 5:La trahison
Quintus, l'un des frères du Pugnus Dei, trahit les siens, tue par jalousie envers Lasko le Père Supérieur, et rejoint la Société Arès. Lasko jure de le venger.

#### Épisode 6:Tel père telle fille
Un père et sa fille sont victimes d'usuriers. Lasko et Gladius les aideront à reprendre une vie normale.

#### Épisode 7:L'épée de l'espoir
Lasko et Gladius sont chargés de remettre, au prince Jamal Al Rachid, l'épée de ses ancêtres. Mais le prince semble avoir de dangereux ennemis.

### Saison 2

#### Épisode 1:Le Cinquième Évangile
Alors que le nouvel abbé doit être escorté au monastère, Lasko se retrouve confronté de nouveau à Arès. La société secrète recherche l'Évangile selon Saint Thomas.

#### Épisode 2:Empoisonnement
La société Arès projette un attentat au poison.

#### Épisode 3:La Légende de Sainte-Livia
Deux astucieuses voleuses dérobent « le poignard de Sainte-Livia » au sein du monastère. Frère Gladius ayant fauté se voit excommunié.

#### Épisode 4:Amnésie
En tentant d’échapper à Arès, Lasko est atteint d'amnésie. Une jeune femme l'aide à se souvenir.

#### Épisode 5:Double Jeu
Au cours d'une opération, Clarissa, une agente du Vatican, a tiré dans la jambe de Michele Castellan, un parrain de la mafia. Cette blessure a entraîné la mort du truand. Daniele, le fils du mafioso, envoie alors ses hommes à la poursuite de la jeune femme, qui se trouve aux côtés de Lasko. Quelle n'est pas la surprise de Clarissa lorsqu'elle reconnaît son fiancé Alessandro parmi les tueurs lancés à ses trousses...

#### Épisode 6:Frères ennemis
À l'occasion de la célébration des 900 ans d'existence du Pugnus Dei, le monastère s'apprête à accueillir le sarcophage du fondateur de l'ordre. Arès compte bien profiter de cet événement pour se débarrasser des dirigeants de l'ordre tous réunis. Clarissa prévient Lasko qu'un traître se cache dans les rangs de l'ordre. Lorsque Gladius et Lasko se rendent à l'hôtel de Clarissa pour en savoir plus, ils retrouvent Georg penché sur la jeune femme, grièvement blessée...

#### Épisode 7:L'arbre de la providence
L'un des jeunes garçons entraînés par Gladius manque d'être enlevé. Le garçon s'avère être l'« élu » choisi pour diriger une république de l'Himalaya.

#### Épisode 8:Péchés mortels
Cet épisode marque la fin des aventures de Lasko. Il affrontera Ares dans un dernier combat.